# РИА Новости
Російське агентство міжнародної інформації, «РІА Новини» (рос. РИА Новости) — бренд російського державного пропагандистського медіаконгломерату «РИА Новости» «Росія сьогодні» (рос. Россия сегодня).
Створена 1990 року на основі пропагандистської організації Агентство друку «Новини»: спочатку під назвою «Інформаційне агентство „Новости“ (ИАН)», а з вересня 1991 року — «РИА Новости».
До 2013 року «РИА Новости» була також російською медіагрупою та одним із найбільших інформаційних агентств світу зі штаб-квартирою в Москві. Медіагрупа й агентство «РИА Новости» були розформовані Указом президента Росії Володимиром Путіним «Про певні заходи щодо підвищення ефективності діяльності державних засобів масової інформації» від 9 грудня 2013 року. Згідно з указом, замість ліквідованого «РИА Новости» було створено Міжнародне інформаційне агентство «Росія сьогодні», а назва «РИА Новости» стала його брендом.
ЗМІ заборонено до мовлення в Євросоюзі за маніпулювання інформацією та грубе спотворення фактів.

## Структура

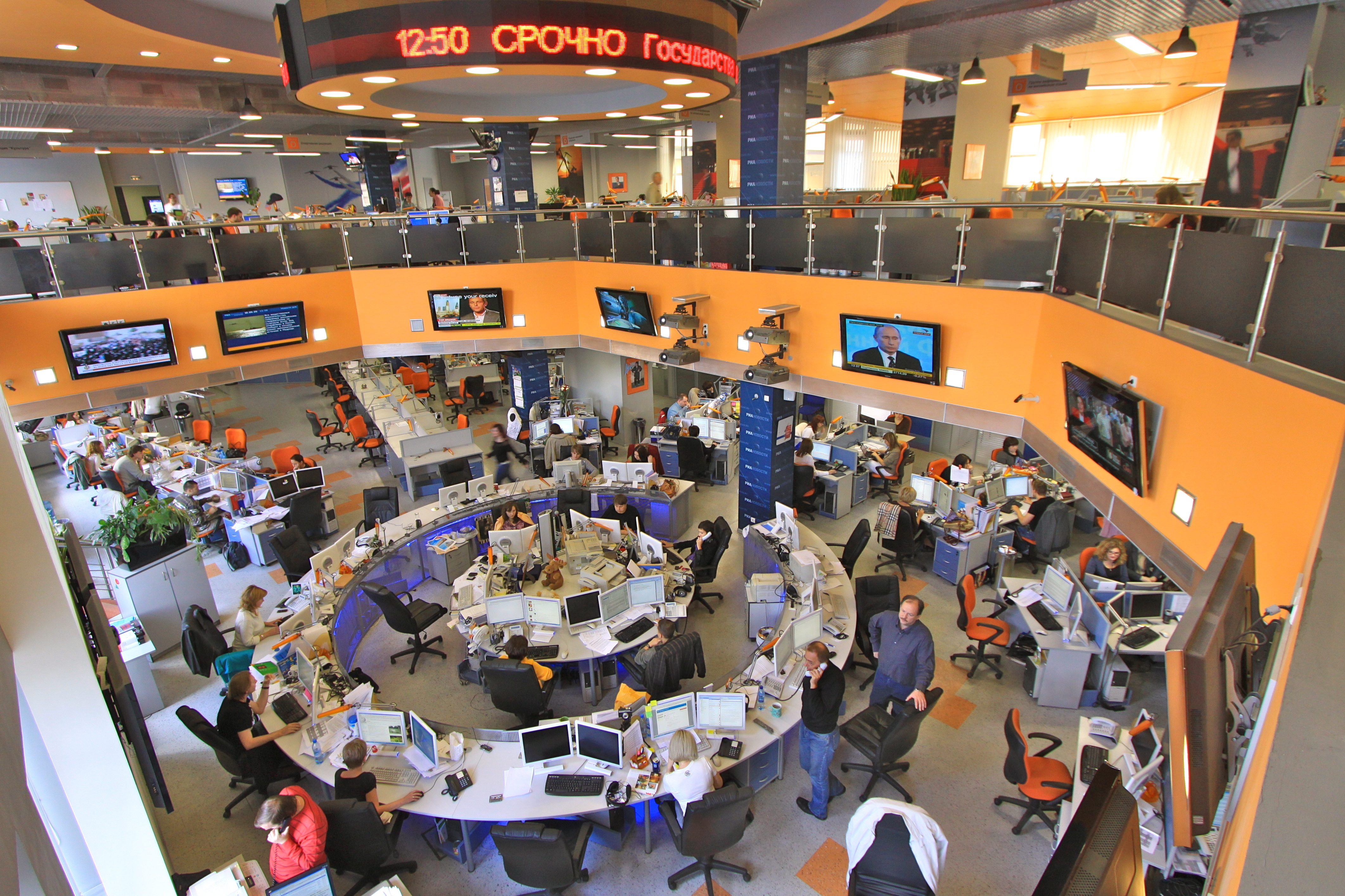
Офіс «РИА Новости» в Москві

Крім однойменного агентства, до складу «РИА Новости» входило Російське агентство правової та судової інформації (рос. РАПСИ), Агентство спортивних новин «Р-Спорт», Агентство економічної інформації «ПРАЙМ», Рейтингове агентство «РИА Рейтинг», Російське інформаційне агентство науки і технологій «РИА Наука», Видавничий дім «Московські новини» (рос. Московские новости), мережа медіацентрів у Росії і за кордоном, а також понад 40 інтернет-ресурсів 22 мовами з сукупною авдиторією на момент ліквідації понад 20 млн унікальних відвідувачів на місяць.
Головний редактор «РИА Новости» на момент ліквідації — Світлана Миронюк, яка керувала агентством з 2003 року.

## РИА Новости-Украина
За даними заступника міністра інформаційної політики України Дмитра Золотухіна, «РИА Новости Украина» працювало в Україні без необхідної реєстрації, тобто підпільно.

## Історія
Прототип агенції було створено 24 червня 1941 року, коли за постановою Ради Народних Комісарів СРСР і ЦК ВКП(б) «Про створення та завдання Радянського інформаційного бюро» було утворено Радінформбюро — інформаційно-пропагандистський орган з підпорядкованими йому антифашистськими комітетами. У 1944 році у складі Радінформбюро було створено спеціальне бюро із пропаганди на зарубіжні країни.
У 1961 році Радінформбюро змінило назву на «Агентство друку „Новини“» (рос. Агентство печати «Новости»). Потім, у 1990 — «Російське інформаційне агентство „Новини“» (рос. Российское информационное агентство «Новости»). В 1998 — «Російське інформаційне агентство „Вісті“» (рос. Российское информационное агентство «Вести»).
1 квітня 2004 після внесення змін до установчих документів структура отримала назву і статус "Федеральне державне унітарне підприємство Російське агентство міжнародної інформації «РИА Новости». З 2013 отримало нову назву «Міжнародне інформаційне агентство „Росія сьогодні“» (рос. Международное информационное агентство „Россия сегодня“).
Наприкінці лютого 2014 року нове керівництво «Росії сьогодні» вирішило закрити свою кореспондентську мережу через зменшення державного фінансування, на яке припадало 3/4 доходів. Керівництво «Росії сьогодні» відмовилося від деяких сторонніх проєктів, що входили до групи РИА «Новости»: були заморожені сайт Digit.ru про технології та інтернет, та московське міське ЗМІ «В Москве». Паперову версію газети «Московські новини» (рос. Московские новости) було закрито, а її бренд продано уряду Москви. Новий проєкт «Росії сьогодні» — «Супутник» (Спутник), був створений спеціально для роботи на закордон.

## Пропагандистська діяльність
Під час активної фази російсько-української війни, в березні 2022 року, головного редактора «РИА Новости-Украина» Кирила Вишинського було звинувачено прокуратурою в публікації 72 статей «антиукраїнського спрямування» впродовж 2014—2018 років. За висновком прокурорів, матеріали містили «недостовірну, необ'єктивну, упереджену інформацію щодо України, української влади і армії і спростовували російську агресію проти України», а також «виправдовували можливий вихід окремих регіонів Донецької та Луганської областей зі складу України».
3 квітня 2022 року, «РИА Новости» оприлюднило статтю під назвою «Що Росія має зробити з Україною?» (рос. Что Россия должна сделать с Украиной?) за авторством Тимофія Сєргєйцева. В статті, де Україна описувалася як «нацистська, бандерівська», «ворог Росії та інструмент Заходу зі знищення Росії», пропонувалося провести «перевиховання» більшості українського народу репресіями та жорсткою цензурою, в тому числі у сфері культури та освіти. 4 квітня 2022 року президент Зеленський на виступі перед парламентом Румунії назвав цю статтю доказом геноциду українців.

## Санкції
У травні 2024 року ЄС запровадив санкції проти видання, заборонивши мовлення та публікації на території ЄС.
28 грудня 2024 року телеграм канал «РИА Новости» був заблокований у деяких країнах Європи.